# Maromokotro
Maromokotro – wygasły wulkan w północnej części Madagaskaru, w masywie Tsaratanana. Sięga na 2876 m n.p.m., jest najwyższym szczytem na Madagaskarze. Na zachodnich stokach znajduje się rezerwat przyrody. Pierwszymi zdobywcami szczytu byli Francuzi w 1936 roku.